# ヤコブ・ニールセン
ヤコブ・ニールセン（Jakob Nielsen, Ph.D.、1957年 - ）は、デンマーク出身のアメリカの工学博士。主にウェブサイトのユーザビリティ（使いやすさ）研究の第一人者。
ニールセンによるユーザインタフェース(UI)デザインの原則は、そうした原則の中でも特に著名である。

## 経歴
コペンハーゲンに生まれ、デンマーク工科大学を卒業。ベル研究所やIBMでの研究を経て、1994年から1998年までサン・マイクロシステムズに勤め、ユーザビリティの分野で発明を行う。1995年から自身のウェブサイト useit.com にてユーザビリティについてのコラム「Alertbox」を公開した。
1998年、ドナルド・ノーマンと共にニールセン・ノーマン・グループを設立。代表となる。

## 貢献
「ディスカウント・ユーザビリティ」を提唱し、安く早く実行できるユーザビリティ向上術について提唱し、いくつかの実用的な方法論を提供することでムーブメントを起こした。
インターネットの帯域幅について「ハイエンドユーザーの接続スピードは、毎年50％増大する」に始まるニールセンの法則を提唱した。
ユーザビリティのゴールについて「学習しやすさ」「効率性」「記憶しやすさ」「エラー」「主観的満足度」の５つの指標 を提示した。
ヒューリスティック(経験則)による評価手法「ニールセンのユーザビリティ10原則」が有名である。
1. システム状態の視認性を高める (Visibility of system status)
2. 実環境に合ったシステムを構築する (Match between system and the real world)
3. ユーザーにコントロールの主導権と自由度を与える (User control and freedom)
4. 一貫性と標準化を保持する (Consistency and standards)
5. エラーの発生を事前に防止する (Error prevention)
6. 記憶しなくても、見ればわかるようなデザインを行う (Recognition rather than recall)
7. 柔軟性と効率性を持たせる (Flexibility and efficiency of use)
8. 最小限で美しいデザインを施す (Aesthetic and minimalist design)
9. ユーザーによるエラー認識、診断、回復をサポートする (Help users recognize, diagnose, and recover from errors)
10. ヘルプとマニュアルを用意する (Help and documentation)

これはコンピュータのデザインの質を向上するための原則の中でも、ニールセンによるものはとくに有名なものである。日本でも国家試験の情報処理技術者試験の出題問題となったことがある。

## 著書
- Usability Engineering、1993年[† 1]
- Hypertext and Hypermedia、1995年[† 2]
- Designing Web Usability、ホア・ロレンジャー との共著、1999年[† 3]
- Mobile Usability、ラルーカ・ブディウ との共著、2012年[† 4]
- 『ヤコブ・ニールセンのAlertbox - そのデザイン、間違ってます 1995-2006』イード・監訳、舩井淳、奥泉直子、川崎幹人 訳、RBB Press、2006年。ISBN 4-903065-06-5。公式サイトのコラム「Alertbox」の翻訳書。

### 日本語訳
1. ↑  『ユーザビリティエンジニアリング原論 - ユーザーのためのインタフェースデザイン』（第2版）、篠原稔和・監訳、三好かおる 訳、東京電機大学出版局、2002年。ISBN 4-501-53200-9。
2. ↑  『マルチメディア&ハイパーテキスト原論 - インターネット理解のための基礎理論』、篠原稔和・監訳、三好かおる 訳、東京電機大学出版局、2002年。ISBN 4-501-53510-5。
3. ↑  『新ウェブ・ユーザビリティ - Web 2.0時代に優先すべき最重要ルール』、斉藤栄一郎 訳、エムディエヌコーポレーション、2006年。ISBN 4-8443-5892-8。
4. ↑  『モバイル・ユーザビリティ - 使いやすいUIデザインの秘訣』グエル 訳、翔泳社、2013年。ISBN 978-4-7981-3345-4。

### 参考
- Jakob Nielsen Biography（英語） バイオグラフィー